# 20559 Шеріданламп
20559 Шеріданламп (20559 Sheridanlamp) — астероїд головного поясу, відкритий 9 вересня 1999 року.
Тіссеранів параметр щодо Юпітера — 3,383.